# Sporting Club de Toulon
Lo Sporting Club de Toulon è una squadra di calcio francese con sede a Tolone. Il club è stato fondato nel 1944. Dal 2020 milita nello Championnat National 2, quarta serie del campionato francese di calcio.

## Storia
La squadra è stata fondata nel 1944 in seguito alla fusione tra lo Sporting Club du Temple e la Jeunesse Sportive Toulonnaise. Il club raggiunge la prima volta la massima serie nel 1959, dopo essere arrivata terza nella Division 2. Il Tolone non ha mai vinto la Coppa di Francia ma ha raggiunto la semifinale in due occasioni: nel 1963 e nel 1984.
A causa di gravi difficoltà finanziarie il club è fallito nel 1998. Fu rifondato con il nome di Sporting Toulon Var, ripartendo dagli amatori e raggiungendo al termine del campionato 2007-2008, grazie a tre promozioni consecutive, la terza divisione.
Dal 2016 ha assunto l'attuale denominazione di Sporting Club de Toulon.

## Allenatori
- 1945-1948:  Charles Roviglione
- 1948-1951:  Lucien Troupel
- 1951-1953:  Francis Maestroni
- 1953-1959:  Gabriel Robert
- 1959-1960:  André Gerard
- 1960-1963:  Marcel Duval
- 1963-1967:  Hervé Mirouze
- 1967-1970:  Jean Luciano
- 1970-1972:  Marcel Duval
- 1972-1973:  Jean Luciano
- 1973-1978:  Marcel Duval
- 1978-1979:  Célestin Oliver
- 1979-1980:  Pierre Sinibaldi
- 1980-1985:  Marcel Duval
- 1985-1986:  Christian Dalger
- 1986:  Paul Orsatti
- 1986-1990:  Rolland Courbis
- 1990-1991:  Delio Onnis
- 1991:  Pierre Mosca
- 1991-1992:  Guy David
- 1992-1993:  Robert Dewilder
- 1993-1995:  Jean-Louis Bérenguier
- 1995-1996:   Luigi Alfano
- 1996-1997:  François Bracci
- 1997:  Albert Emon
- 1997-1998:  Christian Dalger
- 1998-1998:   Luigi Alfano
- 1998-1999:  Roger Martucci
- 1999-2001:  François Zahoui
- 2001-2003:  Dragan Cvetković
- 2003-2006:  Jean-Louis Garcia
- 2006-2007:  Hubert Velud
- 2007-2008:  André Blanc
- 2008-2010:  Dragan Cvetković
- 2010-2011:  Franck Zingaro
- 2011-2012:   Luigi Alfano
- 2013:  Kader Ferhaoui
- 2013-2015:  Mohamed Sadani
- 2015-2016:   Luigi Alfano
- 2016-2017:  Dominique Veilex
- 2017-2018:  William Prunier
- 2018-ott. 2019:  Fabien Pujo
- ott. 2019-giu. 2020:  Victor Zvunka
- giu. 2020-mag. 2021:   Luigi Alfano
- mag. 2021-gen. 2022:  Ludovic Batelli
- gen. 2022-giu. 2022:  Michel Poisignon
- giu. 2022:  Eric Rech

## Palmarès

### Competizioni nazionali
- Campionato francese di seconda divisione: 1

1982-1983 (girone A)
- Division 3: 1

1980-1981
- Championnat National: 1

1995-1996
- Championnat National 2: 1

2018-2019 (girone A)
- Championnat de France amateur 2: 2

2002-2003, 2015-2016

### Altri piazzamenti
- Coppa di Francia:

Semifinalista: 1962-1963, 1983-1984
- Coppa di Lega francese:

Finalista: 1964-1965
- Coppa Charles Drago:

Finalista: 1960
Semifinalista: 1958, 1965
- Campionato francese di seconda divisione:

Terzo posto: 1958-1959, 1974-1975 (girone B), 1975-1976 (girone B), 1976-1977 (girone A), 1977-1978 (girone A)
- Championnat de France amateur:

Secondo posto: 2017-2018
- Championnat National 2:

Terzo posto: 2024-2025 (girone A)
- Coppa Gambardella:

Finalista: 1966

## Organico

### Rosa 2013-2014
| N. |                    | Ruolo | Calciatore       |
| -- | ------------------ | ----- | ---------------- |
|    | Francia (bandiera) | P     | Alexandre Abello |
|    | Francia (bandiera) | P     | Cyril Boukhit    |
|    | Francia (bandiera) | P     | Laurent Torre    |
|    | Francia (bandiera) | D     | Mickaël Blanc    |
|    | Francia (bandiera) | D     | Julien Leleu     |
|    | Francia (bandiera) | D     | Omar Mdahoma     |
|    | Algeria (bandiera) | D     | Anthony Ouasfane |
|    | Francia (bandiera) | D     | Robin Rezkallah  |
|    | Francia (bandiera) | D     | Mohamed Sahnoune |
|    | Francia (bandiera) | D     | Clément Flouret  |
|    | Francia (bandiera) | C     | Mohamed Ajroudi  |

| N. |                    | Ruolo | Calciatore       |
| -- | ------------------ | ----- | ---------------- |
|    | Francia (bandiera) | C     | Yamin Amiri      |
|    | Francia (bandiera) | C     | Farid Bouzine    |
|    | Francia (bandiera) | C     | Wally Gueye      |
|    | Camerun (bandiera) | C     | Valéry Mezague   |
|    | Francia (bandiera) | C     | Mourad Zaiani    |
|    | Francia (bandiera) | C     | Arnaud Buisson   |
|    | Francia (bandiera) | A     | Riad Dob         |
|    | Francia (bandiera) | A     | David Gomis      |
|    | Francia (bandiera) | A     | Virgile Reset    |
|    | Francia (bandiera) | A     | Iliès Azziz      |
|    | Francia (bandiera) | A     | Lamine Djaballah |

### Rosa 2008-2009
| N. |                           | Ruolo | Calciatore         |
| -- | ------------------------- | ----- | ------------------ |
|    | Francia (bandiera)        | P     | Sébastien Lombard  |
|    | Francia (bandiera)        | P     | Fabien Debec       |
|    | Francia (bandiera)        | P     | Erwan Gras         |
|    | Togo (bandiera)           | D     | Samuel Atoko       |
|    | Francia (bandiera)        | D     | Elian Bourlioux    |
|    | Francia (bandiera)        | D     | Guillaume Bourrin  |
|    | Francia (bandiera)        | D     | Massei Gaye        |
|    | Costa d'Avorio (bandiera) | D     | Jean-Martial Kipré |
|    | Francia (bandiera)        | D     | Moodie Konaté      |
|    | Francia (bandiera)        | D     | Jérémy Le Goff     |
|    | Francia (bandiera)        | D     | Wenceslas Mapagha  |
|    | Francia (bandiera)        | D     | Mickaël Wolski     |
|    | Francia (bandiera)        | D     | Mejdi Zemzemi      |
|    | Francia (bandiera)        | C     | Amaury Charre      |

| N. |                    | Ruolo | Calciatore           |
| -- | ------------------ | ----- | -------------------- |
|    | Croazia (bandiera) | C     | Marko Filipović      |
|    | Francia (bandiera) | C     | Grégory Firquet      |
|    | Francia (bandiera) | C     | Azzouz Kara          |
|    | Francia (bandiera) | C     | Franck Lari          |
|    | Francia (bandiera) | C     | Houssine Saoud       |
|    | Francia (bandiera) | C     | Ludovic Urai         |
|    | Francia (bandiera) | C     | Benjamin Verdelhan   |
|    | Francia (bandiera) | A     | Jamil Amergoul       |
|    | Francia (bandiera) | A     | Naguim Boulila       |
|    | Francia (bandiera) | A     | Zacharie G`Badamassi |
|    | Nigeria (bandiera) | A     | James Obiorah        |
|    | Francia (bandiera) | A     | Jérémy Ventre        |
|    | Francia (bandiera) | A     | Mohamed Zaaboub      |